# Резня в Смирне
Резня́ в Сми́рне (греч. Καταστροφή της Σμύρνης, событие также известно как Вели́кий пожа́р в Сми́рне, греч. Μεγάλη Πυρκαγιά της Σμύρνης) — заключительный эпизод греко-турецкой войны (1919—1922), произошедший в сентябре 1922 года. 9 сентября турецкие войска под командованием Мустафы Кемаля Ататюрка вошли в Смирну (современный Измир), после чего началась резня мирного христианского населения города (греков и армян), а также небольшого числа турок. 13 сентября в Смирне начался пожар, продолжавшийся несколько дней и разрушивший христианскую часть города. В ходе резни и пожара погибли от 10 тысяч до 100 тысяч человек. Кроме того, десятки тысяч человек (оценки разнятся) были депортированы вглубь Малой Азии, где большинство из них погибло от невыносимых условий труда, либо непосредственно в ходе депортации. Оставшиеся христиане были вынуждены покинуть Смирну. После этого традиционно эллинистический облик города изменился, он стал почти полностью турецким и мусульманским.

## Предыстория

### Смирна в конце XIX — начале XX века
Смирна — один из древних городов Средиземноморского бассейна. В Османской империи Смирна была столицей особого пашалыка, а с 1864 года — вилайета Айдын. Вплоть до начала XX века христиане продолжали составлять большинство населения города, поэтому мусульмане называли его «Гяур Измир» («Неверная Смирна»). В 1890 году население Смирны составляло 210 000 человек, из них 107 000 греков, 52 000 мусульман (без определения народностей), 23 000 евреев, 12 000 армян, 6500 итальянцев, 2500 французов, 2200 австрийцев, 1500 англичан (преимущественно с Мальты) и т. д. В городе было более 40 мечетей, 13 православных, 4 католических, 3 протестантских и 3 армянских церкви, 6 синагог, несколько христианских монастырей, было множество училищ, основанных христианами, из которых наибольшей популярностью пользовалась «Евангелическая школа» греческого учёного общества, обладавшая библиотекой и музеем древностей. Смирна делилась на две главные части: франкский (верхний) город, отличавшийся чистотой и благоустроенностью, и турецкий (нижний), отличавшийся запущенностью. Между ними располагался еврейский квартал. Лучшей частью Смирны считалась её набережная (Marina), застроенная богатыми домами европейской архитектуры.
Данные об этническом составе Смирны в 1922 году до резни противоречивы. Греки, по разным данным, составляли половину или несколько более половины населения. Второй по численности этнической группой были турки. Кроме того, в городе проживали армянская и еврейская общины и тысячи подданных европейских государств.

### Греко-турецкая война
В результате поражения Османской империи в Первой мировой войне 15 мая 1919 года Смирна была оккупирована греческими войсками в соответствии со статьёй 7-й Мудросского перемирия. Согласно Севрскому мирному договору 1920 года она должна была отойти к Греции. Однако турецкие националисты во главе с Мустафой Кемалем не признали договор. Оккупация Смирны считается событием, с которого началась Война за независимость Турции. После победы при Думлупынаре в конце августа 1922 года турецкая армия прорвала греческие позиции. 6 сентября в Смирну вошла отступавшая греческая армия. Через день она закончила эвакуацию, потребовавшую всех наличных кораблей. Между тем в Смирне, кроме местного греческого и армянского населения, скопилось большое количество греческих беженцев из захваченных турками районов Ионии.

## Ход событий

### Резня и пожар
9 сентября в Смирну вступила турецкая армия во главе с Мустафой Кемалем. Кемаль торжественно объявил, что каждый турецкий солдат, причинивший вред гражданскому населению, будет расстрелян. Согласно свидетельству американского консула Джорджа Хортона 9 сентября, когда в город вступили турки, прошло относительно спокойно: ещё утром в городе поддерживала порядок греческая жандармерия, которая передала свои функции вступившим турецким войскам. Однако вечером начались грабежи и убийства, в которых активное участие принимали местные мусульмане и партизаны. Затем турки оцепили армянский квартал и приступили к систематическому истреблению армян. 13 сентября турецкие солдаты облили бензином и подожгли множество зданий в армянском квартале, выждав время, когда дул сильный ветер со стороны мусульманского квартала. Затем они стали обливать бензином и другие места в христианско-европейской части (в частности перед американским консульством). Резня и пожар шли по всему городу и сопровождались зверскими истязаниями: так, девушкам после многократных изнасилований отрезали груди. Спасаясь от пожара, большинство христианских жителей столпилось на набережной. Турецкие солдаты оцепили набережную, оставив беженцев без пищи и воды. Многие умирали от голода и жажды, иные кончали с собой, кинувшись в море. Чтобы заглушить крики погибающих христиан, постоянно играл турецкий военный оркестр. Все это происходило на виду военного флота союзников, который стоял в гавани, не вмешиваясь.
Среди убитых турками был митрополит Хризостом Смирнский. Хризостом, отказавшийся покинуть город, был выдан на растерзание турецкой толпе командующим Нуреддин-пашой. Его избивали, тыкали ножами, вырвали ему бороду, выкололи глаза, отрезали уши и нос, пока он не умер (по другим сведениям был застрелен из жалости неким критским турком). Все это происходило на глазах французских солдат, которым командир запретил вмешиваться. Впоследствии Хризостом был причислен к лику святых. Из двух сопровождавших Хризостома старост один был повешен, другого же турки умертвили, привязав за ноги к автомобилю и таская по центру Смирны.

Турецкие источники возлагают ответственность за возникновение пожара на греков и армян. 17 сентября Мустафа Кемаль направил телеграмму министру иностранных дел с инструкцией, каким образом следует «комментировать» события. Телеграмма излагает следующую версию: город был подожжён греками и армянами, которых к тому побуждал митрополит Хризостом, утверждавший, что сожжение города — религиозный долг христиан. Турки же делали все для его спасения. Тот же Кемаль говорил французскому адмиралу Дюменилю: «Мы знаем, что существовал заговор. Мы даже обнаружили у женщин-армянок всё необходимое для поджога… Перед нашим прибытием в город в храмах призывали к священному долгу — поджечь город». Французская журналистка Берта Жорж-Голи, освещавшая войну в турецком лагере и прибывшая в Смирну уже после событий, писала: «Кажется достоверным, что, когда турецкие солдаты убедились в собственной беспомощности и видели, как пламя поглощает один дом за другим, их охватила безумная ярость и они разгромили армянский квартал, откуда по их словам появились первые поджигатели». Эта версия с тех пор стала официальной в Турции. Однако известный турецкий историк и журналист Фалих Рыфкы Атай называет виновником пожара турецкого командующего Нуреддин-паша, решительно отвергая официальную турецкую версию:
[Неверный] Измир загорелся и погас, пламя в темноте и дым при дневном свете. Были ли виновники пожара действительно армянскими поджигателями, как нам тогда говорили? … Поскольку я решил написать правду, насколько мне известно, я хочу процитировать страницу из заметок, которые я делал в те дни. Грабители помогли развести огонь … Почему мы сожгли Измир? Боялись ли мы, что если прибрежные конаки, отели и таверны останутся на месте, мы никогда не сможем избавиться от меньшинств? Когда армян депортировали во время Первой мировой войны, мы с тем же страхом сожгли все жилые районы и кварталы анатолийских городов. Это происходит не только из-за стремления к разрушению. В этом тоже есть некое чувство неполноценности.

Если бы произошла еще одна война и мы потерпели бы поражение, было бы достаточной гарантией сохранения турецкости города, если бы мы покинули Измир как опустошенное пространство пустырей? Если бы не Нуреддин-паша, которого я знаю как заядлого фанатика и подонка, я не думаю, что эта трагедия дошла бы до конца. Несомненно, он приобрёл дополнительную силу благодаря неумолимому мстительному чувству солдат и офицеров, видевших обломки и плачущее и страдающее население турецких городов, которые греки сожгли дотла на всем пути от Афьона.
Самому Мустафе Кемалю предписывают слова: 
Перед нами знак того, что Турция очистилась от предателей и иноземцев. Отныне Турция принадлежит туркам.

### Эвакуация христиан из Смирны
Турки сначала перекрыли гавань Смирны военными кораблями, однако затем, под давлением западных держав, позволили эвакуацию, кроме мужчин от 17 до 45 (по другим источникам от 15 до 50) лет, которых объявляли интернированными и подлежащими депортации во внутренние области на принудительные работы, «что было расценено как приговор к пожизненному рабству у жестоких владельцев, заканчивающемуся таинственной смертью». Срок на эвакуацию давался до 30 сентября. После этого дня все оставшиеся также подлежали депортации на принудительные работы.
Несмотря на то, что в гавани было много судов разных союзных держав, большинство судов, сославшись на нейтралитет, не стали забирать греков и армян, вынужденных спасаться от огня и турецких войск. В организации эвакуации большую роль сыграл американский пастор, сотрудник организации ИМКА Аса Дженнингс. Именно благодаря его стараниям 23 сентября 1922 в порт под охраной американских судов прибыла наскоро собранная греческая флотилия. Японские корабли выбрасывали весь свой груз, чтобы принять на борт как можно больше беженцев. Непосредственно после резни было зарегистрировано около 400 000 беженцев из Смирны, получавших помощь Красного Креста.

## Последствия
Огонь уничтожил весь город, кроме мусульманского и еврейского кварталов. В огне погибли сотни домов, 24 церкви, 28 школ, здания банков, консульств, больницы. Количество убитых греков и армян в разных источниках варьируется от 10 до 100 тысяч. Американский историк Норман Наймарк приводит цифру от 10 000 до 15 000 убитых и 30 000 депортированных, большинство из которых погибло в невыносимых условиях. Ричард Клогг дает цифру в 30 000 человек убитыми. Димитрие Джорджевич оценивает количество депортированных в 25 000 человек, а количество погибших в трудовых батальонах — 10 000 человек. Давид Абулафия утверждает, что не менее 100 000 греков были насильно отправлены во внутренние районы Анатолии, где большинство из них умерло. Согласно Рудольфу Руммелю средняя цифра составляет 183 тысячи греков и 12 тысяч армян. По подсчетам Жиля Милтона в резне погибли 100 000 человек, ещё 160 000 мужчин было депортировано во внутренние области Анатолии, большинство из них погибло по дороге. Уинстон Черчилль писал в связи с судьбой Смирны:
Кемаль отпраздновал свой триумф превращением Смирны в пепел и истреблением всего местного христианского населения.
В Греции эти события вызвали политический кризис: в армии произошло восстание, и король Константин был вынужден отречься от престола. По приговору трибунала пять министров были объявлены главными виновниками поражения и расстреляны. В октябре в ходе переговоров в Муданье было достигнуто перемирие между кемалистами и союзниками. После войны в соответствии с Лозаннским мирным договором был произведён греко-турецкий обмен населением, и почти все греки покинули Измир. Уничтожение коренного христианского населения города и обмен населением стали заключительной фазой процесса ликвидации христиан в Малой Азии, осуществлявшегося в Османской империи в течение последних десятилетий её существования.

## Наследие и память
- События романа «Средний пол» Джеффри Евгенидиса начинаются во время резни в Смирне[37].
- Резня в Смирне занимает место в заключительном разделе романа «Синайский гобелен» Эдварда Уитмора[38].
- Эрнест Хемингуэй, бывший в 1922 году корреспондентом американской газеты в Европе, описал свои впечатления от резни в рассказе «В порту Смирны»[39], вошедшего в сборник «В наше время».
- В романе Эрика Эмблера «Маска Димитриоса» подробно говорится о событиях 1922 года[40].
- В 2021 году вышел в прокат греческий фильм «Смирна», рассказывающий о жизни богатой греческой семьи в городе во время Второй греко-турецкой войны 1919—1922 годов.

### Классификация и обзор источников

#### Первичные
- Телеграмма Мустафы Кемаля
- Свидетельства генерального консула США в Смирне Джорджа Хортона и его книга «Бич Азии»
- Свидетельство французской журналистски
- Свидетельство американского инженера Марка Прентисса
- Свидетельство главы страховой компании Павла Грешковича

#### Вторичные
- Статьи в Нью-Йорк Таймс от 18 и 25 сентября 1922 года
- Отчёт Марджори Овсепян Добкин
- Книга Жиля Милтона[англ.] «Paradise Lost: Smyrna 1922»

#### Третичные
- Мнение шотландского историка Нила Фергюсона
- Мнение историков Лоу и Доккрилла
- Мнение турецких историков Фалих Рыфкы Атая и Кирли Бирай Колуоглу
- Мнение бывшего губернатора штата Нью-Йорк Джорджа Патаки
- Глава о пожаре в Смирне в биографии Ататюрка, написанном лордом Кинроссом (1965)
- «Краткий очерк истории Турции» турецкого историка Решата Касаба
- Исследование Стэнфорда Шоу, посвящённое турецкой войне за независимость
- Телевизионный фильм «Онассис, богатейший человек в мире» (1988)